# Johann Jacob Ferber
Johann Jacob Ferber (Karlskrona, 9 settembre 1743 – Berna, 12 aprile 1790) è stato un mineralogista svedese.
Allievo, all'Università di Uppsala, di Cronstedt, Linneo, Wallerius e Bergman, nel 1774 divenne professore di storia naturale a Mittau, poi alla St. Petersburg Academy (1783-1786), con l'Imperatrice Caterina II di Russia. Rifiutò un'offerta di direzione delle miniere siberiane e nel 1786 passò al servizio del Re di Prussia, sotto il qual divenne aiuto commissario delle miniere. Insegnò a Berlino prima di trasferirsi in Svizzera. Fu Socio dell'Accademia delle Scienze di Torino. 
Viaggiatore instancabile, è molto conosciuto per le sue ricerche in Boemia, Germania, Francia e Italia. Fu tra l'altro autore del libro Lettere scritte dall'Italia e descrizione delle miniere d'Idria (Briefe aus Walschland uber naturliche Merkwurdigkeiten dieses Landes, Prague, Wolfgang Gerle, 1773 e Beschreibung des Quecksilber-Bergwerks zu Idria in Mittel-Cräyn, Berlin, Christian Friedrich Himburg, 1774).